# Caolin

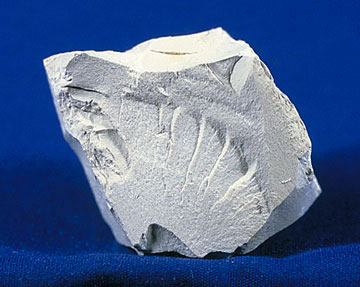
Caolin

Caolinul este o argilă (rocă) compusă în mare parte din mineralul caolinit, caolinul având granulație fină, lipsită de oxizi de fier, de culoare albă din care se produce porțelanul și hârtia, în farmacie fiind numit „bolus alba” materie primă pentru pudră. Feldspatul sub acțiunea intemperiior se transformă în caolinit și alte minerale argiloase (ce au granulația  < 2 µm).
Prețul caolinului este relativ constant fiind 70 de lire sterline/tonă între anii 2003 - 2005, consumul de caolin fiind în anul 2003 de 45 milioane de tone.

## Etimologie
Cuvântul caolin provine din chineză 高嶺土 fiind denumit după locul 高嶺 Gaoling (chin.  gāo lĭng = movilă albă) care este numele unei localități din China situat în nord-vestul provinciei Jiangxi unde s-a găsit caolin. Denumirea de caolin a fost adusă în secolul XVIII de către doi călugări iezuiți francezi în Europa unde a înlocuit denumirea de  argilă albă sau pământ de Passau.

## Răspândire
Există două forme de zăcăminte (depozite) de caolin:

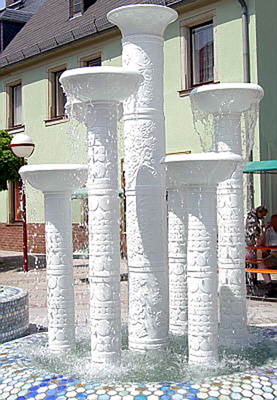
Fântână de porţelan din Selb Germania

1. Caolinul primar din depozite hidrotermale reziduale, granitul și riolitul vor fi în situ (pe loc) prin acțiunea chimică a apelor de suprafață, sau cele subterane degradate.
2. Caolinul secundar, ia naștere din caoline primare depozitate, care prin procesele de eroziune sunt transportate cu alte roci și vor fi depuse sub formă de depozite lenticulare. Unele caoline secundare iau naștere prin procesele hidotermale de degradare, procesele chimice produse de apele subterane a arcozelor (un sediment cu un procent de peste 25 % feldspat).

Zăcăminte mai impotante de caolin sunt în Germania, Anglia, SUA, Japonia, China și India. 
Rezervele estimate de caolin pe glob sunt 14,2 miliarde de tone, caolinul exploatat  în anul 2003 a fost 46,6 milioane de tone, rezerva existentă de caolin ar ajunge pe o perioadă de 300 de ani. Țările cu producția cea mai mare de caolin sunt Columbia, SUA, Uzbekistan GUS sau CSI și Germania din aceste țări se exploatează o treime din cantitatea totală exploatată în anul 2003.

## Proprietăți
Caolinul este o rocă cu o granulație foarte fină, cu o plascititate redusă, dar cu rezistență mare la temperaturi ridicate, prin ardere devine solid și foarte compact (dens).

## Utilizare
Caolinul este folosit în primul rând la fabricarea porțelanului alb, unde se poate aminti renumitul porțelan Meisner, alte utilizări sunt:
1. În cosmetică materie primă pentru pudră
2. În fabricarea faianței, gresiei de pardoseală, sau instalațiilor sanitare din camera de baie
3. Are un rol important la îmbunătățirea elasticității, la fabricarea fibrelor sintetice de polietilen (HDPE)
4. Ca pigment alb în industria vopselelor
5. În industria hârtiei, cu rol de albire
6. În industria anvelopelor de cauciuc
7. În laboratoare ca material ce grăbește coagularea sângelui